# Balbus
Balbus (lateinisch: „Stotterer“) war ein verbreitetes römisches Cognomen, das bei den gentes Acilia, Atia, Cornelia, Laelia, Lucilia und anderen Familien verbreitet war. Die Familie der Cornelii Balbi aus Gades war trotz der Namensgleichheit nicht Teil der gens Cornelia.

## Namensträger
- Balbus (Agrimensor), 1. Jahrhundert
- Decimus Laelius Balbus (Quaestor pro praetore), römischer Politiker, Quaestor pro praetore in Afrika 44–42 v. Chr.
- Decimus Laelius Balbus (Konsul 6 v. Chr.), römischer Politiker, Konsul 6 v. Chr.
- Decimus Laelius Balbus (Redner), dessen Sohn, römischer Redner und Ankläger, Suffektkonsul 46
- Gaius Cocceius Balbus, Suffektkonsul 39 v. Chr.
- Lucius Cornelius Balbus Maior, römischer Konsul 40 v. Chr.
- Lucius Cornelius Balbus Minor, römischer Quästor 43 v. Chr.
- Lucius Mindius Balbus, römischer Statthalter, 1. Jahrhundert
- Lucius Lucilius Balbus, römischer Jurist, 2. und 1. Jahrhundert v. Chr.
- Lucius Norbanus Balbus († 41), römischer Konsul 19
- Lucius Octavius Balbus, römischer Jurist, 1. Jahrhundert v. Chr.
- Manius Acilius Balbus (Konsul 150 v. Chr.), römischer Politiker und Senator
- Manius Acilius Balbus (Münzmeister), römischer Beamter
- Manius Acilius Balbus (Konsul 114 v. Chr.), römischer Politiker und Senator
- Marcus Atius Balbus, Prätor 62 v. Chr., Großvater des Augustus und Schwager des Caesar
- Marcus Nonius Balbus, Volkstribun 32 v. Chr., Prätor, Statthalter von Kreta 29/28 v. Chr.
- Publius Gavius Balbus, Angehöriger des römischen Ritterstandes, 2. Jahrhundert
- Quintus Antonius Balbus, Prätor in Sizilien 82 v. Chr.
- Quintus Iulius Balbus (Konsul 85), römischer Suffektkonsul
- Quintus Iulius Balbus (Konsul 129), römischer Suffektkonsul
- Quintus Lucilius Balbus, römischer stoischer Philosoph
- Spurius Thorius Balbus, Volkstribun 111 v. Chr.
- Titus Ampius Balbus, Prätor 59 v. Chr., Anhänger des Pompeius